# جيري ساندوفال
جيري ساندوفال (بالإسبانية: Jery Sandoval)‏ مِن مواليد 18 كانون الأول/ديسمبر 1986 في بارانكيا بدولة كولومبيا، هي ممثلة، عارِضة ومُغنية اشتهرت في كولومبيا وفي بعض الدول المُحادية بعدَ تجسيدها لدور ماريا رييس في فيلم لوس رييس ثم ظهرت فيما بعد في مسلسل لا بوبلاند.

## الحياة المُبكّرة
وُلدت جيري ساندوفال في بارانكويا بكولومبيا. عاشت في بداية حياتها في منطقة تُسمّى كارمن دي بوليفار؛ وهناك درست في الكنيسة الرومانية الكاثوليكية. حينما بلغت الثانيّة عشر من العمر؛ اكتشفت فيها عائلتها موهبتي الغناء والموسيقى فحاولوا دفعها لصقل مهاراتها. بدأت ساندوفال الغناء في مدرستها الابتدائيّة ثم انضمت في وقتٍ لاحق إلى مجموعة محليّة للغناء. شكّلت معَ ابنِ عمّها لويس مجموعة غنائية للمُشاركة في مسابقة على مستوى المدينة وقد فازوا بها. في شبابها؛ عاشت جيري مُتنقلةً بينَ بارانكيا وبوغوتا. بالرغمِ من دخولها المجال الفنّي مبكرًا إلّا أن الجمهور لم يتعرف عليها خاصّة أنها كانت تلعبُ في الخفاءِ أو بالأحرى كانت مهمتها تقتصرُ على كتابة الأغاني لا غير. شاركت في عام 2001 بفضل زميلٍ لها يُدعى إيفان كوريدور خوليو نافار في مسابقة ملكة جمال ميراكوليس وقد حازت على المركز الثاني.

## في التلفزيون
في عيد ميلادها الـ 16؛ وبعدَ حصولها على شهادة من الثانويّة؛ غادرت والدة ساندوفال إلى العاصمة الكولومبية لتحقيق حلم ابنتها بأن تكون مغنية. بعد عدّة شهور التقت الوالدة بالممثل إيفان راميريز في أحد استوديوهات التصوير وطلبتهُ منحَ فرصة لابنتها. قُبلت جيري فشاركت بذلكَ من خِلال دور ثانوي في مسلسل آل ريتمو دي تو كورازون. بعدَ أدائها البارز؛ تلّقت جيري عروضًا عديدة منها دور لوس رييس. في آذار/مارس 2006؛ سافرت ساندوفال إلى المكسيك من أجل المُشاركة في عددٍ من الأعمال هناك لتُصبحَ بذلك أول ممثلة كولومبية تظهر بجوار نجمة مكسيكية في التلفزيون وهي فيرونيكا كاسترو.

## في الموسيقى
في شباط/فبراير 2007؛ ذهبت جيري إلى بورتوريكو من أجل تصوير بعض الأغنيات رفقةَ المُنتِج إلياس دي ليون. انتقلت في بداية 2008 إلى ميامي وهناك درست في جامعة ميامي فضلًا عن تصويرها لبعض الأغاني باللغة الأجنبيّة. في أوائل عام 2011؛ دُعيت جيري إلى السفر إلى نيويورك من أجل المشاركة في برنامج محلي حولَ المغنيات في كولومبيا وفي دول أمريكا اللاتينيّة بشكلٍ عام.

## روابط خارجية
- جيري ساندوفال على موقع IMDb (الإنجليزية)
- جيري ساندوفال على موقع ميوزك برينز (الإنجليزية)